# 10174 Emička
10174 Emička eller 1995 JD är en asteroid i huvudbältet som upptäcktes den 2 maj 1995 av den tjeckiska astronomen Zdeněk Moravec vid Kleť-observatoriet. Den är uppkallad efter upptäckarens dotter Ema Moravcová.
Asteroiden har en diameter på ungefär 4 kilometer.